# 卡洛·德马尔基
卡洛·德马尔基（義大利語：Carlo Demarchi，1890年3月25日—1972年10月5日），意大利男子足球运动员，司职中场。他曾代表意大利国奥队参加1912年夏季奥林匹克运动会足球比赛，获得第九名。